# Tom à la ferme
Tom à la ferme (Brasil: Tom na Fazenda / Portugal: Tom na Quinta) é um filme de terror psicológico franco-canadense de 2013 dirigido e escrito por Xavier Dolan e Michel Marc Bouchard, baseado na obra homônima de Bouchard. Protagonizado por Dolan, Pierre-Yves Cardinal e Évelyne Brochu, teve sua primeira aparição no Festival de Cinema de Veneza em 2 de setembro de 2013. No Brasil, foi apresentado na Mostra Internacional de São Paulo.

## Elenco
- Xavier Dolan - Tom Podowski
- Pierre-Yves Cardinal - Francis Longchamp
- Lise Roy - Agathe Longchamp
- Évelyne Brochu - Sarah Thibault
- Manuel Tadros - Barman

## Recepção
No agregador de críticas Rotten Tomatoes, o filme tem um índice de 78% de aprovação com base em 69 comentários dos críticos. No Canadá, o crítico do La Presse, Marc-André Lussier, deu-lhe três estrelas e meia, achando-o distinto dos trabalhos anteriores de Dolan, mais hitchcockiano, e elogiando a fotografia de André Turpin e como a partitura de Yared complementou a história.